# Le Champ-Saint-Père
Le Champ-Saint-Père är en kommun i departementet Vendée i regionen Pays de la Loire i västra Frankrike. Kommunen ligger i kantonen Moutiers-les-Mauxfaits som tillhör arrondissementet Les Sables-d'Olonne. År 2022 hade Le Champ-Saint-Père 2 041 invånare.

## Befolkningsutveckling
Antalet invånare i kommunen Le Champ-Saint-Père
| Referens: INSEE |